# Thorpe (Surrey)
Thorpe – wieś w Anglii, w hrabstwie Surrey, w dystrykcie Runnymede. Leży 31 km na zachód od centrum Londynu. Miejscowość liczy 5624 mieszkańców.